# Asprochóri (Attique)
Asprochóri (grec moderne : Ασπροχώρι) est une localité située dans le dème d'Oropós, dans le district régional d'Attique-de-l'Est, dans la périphérie d'Attique, en Grèce.
Selon le recensement de 2021, elle compte 135 habitants.